# Jean Schultheis
Jean Schultheis (Casablanca, 27 ottobre 1943) è un cantautore, musicista e produttore discografico francese di origine marocchina.

## Biografia
Ha iniziato a studiare pianoforte a 5 anni, e a 14 è entrato in conservatorio. Nel 1973 si è fatto notare interpretando a teatro al fianco di Antoine, Noëlle Cordier e Les Charlots l'opera rock La Révolution française.
Ottiene il suo maggiore successo in carriera nel 1981 con il brano "Confidence pour confidence", dall'album Abracadabra, che raggiunge il primo posto nella classifica dei singoli. È autore di brani per Julie Pietri (di cui produce l'album d'esordio), Johnny Hallyday, Philippe Cataldo, Serge Lama. In qualità di pianista ha collaborato con numerosi artisti tra cui Michel Berger, Julien Clerc e Michel Sardou.
Nel 2003 è professore di musica nell'edizione francese del talent show Star Academy.

## Discografia

### Album
- Hot Time  (1976)
- Spectacles (1978)
- Abracadabra (1981)
- Grandir (1981)
- Portrait robot (1984)
- J'ai pris mon temps (1991)

### Raccolte
- Référence 80: Jean Schultheis (2011)

### Singoli
- Ma main / Quand je chante en yaourt (1978)
- Romance en Fa dièse / À la cigogne amoureuse (1979)
- Confidence pour confidence / App'lez la police (1981)
- Je largue tout / T'es ma baby (1982)
- Je te cherche sans me trouver / Bébé Pop (1982)
- Pour être un Co-co boy / Playmate (1982)
- Tequila Bar / Aventure (1984)
- R’garde un peu comme tu marches / Coucou nana (1985)
- Va te faire voir (chez les Grecs) / Va te faire voir (strumentale) (1987)
- Météo / Fort, fort, fort (1989)